# Hegyháti járás
A Hegyháti járás Baranya vármegyéhez tartozó járás Magyarországon, amely 2013-ban jött létre. Székhelye Sásd. Területe 360,72 km², népessége 12 703 fő, népsűrűsége 35 fő/km² volt a 2012. évi adatok szerint. Két város (Sásd és Mágocs) és 23 község tartozik hozzá. Ez a járás az egyetlen a 2013-ban szervezettek közül, melyet nem a székhelye után  neveztek el, nem Sásdi járás a neve.
A Hegyháti járás a járások 1983-as megszüntetése előtt is létezett, a mai nevén 1950-ig, székhelye pedig kezdettől (az állandó járásszékhelyek 1886. évi kijelölése óta) Sásd volt. Az 1950-es járásrendezés során a székhelye után a Sásdi járás elnevezést kapta, 1978 végén pedig Komlóra helyezték a székhelyét és neve ennek megfelelően Komlói járásra változott.

## Települései
| Település          | Rang   | Kistérség (2013. január 1.) | Népesség (2012. január 1.) | Terület (km²) |
| ------------------ | ------ | --------------------------- | -------------------------- | ------------- |
| Sásd               | város  | Sásdi                       | 3 282                      | 14,88         |
| Mágocs             | város  | Sásdi                       | 2 388                      | 42,54         |
| Ág                 | község | Sásdi                       | 179                        | 12,03         |
| Alsómocsolád       | község | Sásdi                       | 329                        | 13            |
| Bakóca             | község | Sásdi                       | 275                        | 10,65         |
| Baranyajenő        | község | Sásdi                       | 489                        | 15,55         |
| Baranyaszentgyörgy | község | Sásdi                       | 121                        | 7,27          |
| Felsőegerszeg      | község | Sásdi                       | 135                        | 4,84          |
| Gerényes           | község | Sásdi                       | 256                        | 12,34         |
| Gödre              | község | Sásdi                       | 831                        | 39,93         |
| Kisbeszterce       | község | Sásdi                       | 78                         | 7,47          |
| Kishajmás          | község | Sásdi                       | 204                        | 11,76         |
| Kisvaszar          | község | Sásdi                       | 332                        | 20,35         |
| Mekényes           | község | Sásdi                       | 267                        | 17,77         |
| Meződ              | község | Sásdi                       | 124                        | 10,41         |
| Mindszentgodisa    | község | Sásdi                       | 870                        | 22,97         |
| Nagyhajmás         | község | Sásdi                       | 340                        | 18,01         |
| Palé               | község | Sásdi                       | 106                        | 2,15          |
| Szágy              | község | Sásdi                       | 152                        | 9,4           |
| Tarrós             | község | Sásdi                       | 123                        | 5,29          |
| Tékes              | község | Sásdi                       | 230                        | 12,56         |
| Tormás             | község | Sásdi                       | 284                        | 24,7          |
| Varga              | község | Sásdi                       | 94                         | 8,36          |
| Vásárosdombó       | község | Sásdi                       | 1 090                      | 11,74         |
| Vázsnok            | község | Sásdi                       | 124                        | 4,75          |